# Première bataille de Schooneveld
 (octobre 2013).
Pour les articles homonymes, voir bataille de Schooneveld.
Guerre de Hollande
Batailles
- Groenlo (06-1672)
- Solebay (06-1672)
- Coevorden (06-1672)
- Nimègue(07-1672)
- Groningue (07-1672)
- Saint-Lothain (02-1673)
- Schooneveld (1re) (06-1673)
- Maastricht (06-1673)
- Schooneveld (2de) (06-1673)
- Texel (08-1673)
- Bonn (11-1673)
- Arcey (01-1674)
- Pesmes (02-1674)
- Gray (02-1674)
- Scey-sur-Saône (03-1674)
- Chariez (03-1674)
- Vesoul (03-1674)
- Arbois (03-1674)
- Orgelet (03-1674)
- Besançon (04-1674)
- Dole (05-1674)
- Sinsheim (06-1674)
- Salins (06-1674)
- Belle-Île (06-1674)
- Lure (07-1674)
- Faucogney (07-1674)
- Sainte-Anne (07-1674)
- Fort-Royal (07-1674)
- Seneffe (08-1674)
- Entzheim (10-1674)
- Mulhouse (12-1674)
- Turckheim (01-1675)
- Stromboli (02-1675)
- Fehrbellin (06-1675)
- Salzbach
- Consarbrück
- Alicudi
- Agosta
- Palerme
- Maastricht
- Philippsburg
- Valenciennes
- Cambrai
- Saint-Omer
- Tobago
- La Peene (Cassel)
- Ypres
- Rheinfelden (07-1678)
- Saint-Denis

La première bataille de Schooneveld, également appelée bataille des bancs de Flandre, est une bataille navale qui eut lieu le 7 juin 1673, un an jour pour jour après la bataille de Solebay, pendant la guerre de Hollande. Elle voit la victoire de la flotte des Provinces-Unies, commandée par Michiel de Ruyter, sur la flotte combinée franco-anglaise, commandée par le prince Rupert.

## Situation
Michiel de Ruyter, désormais amiral-général de la flotte néerlandaise depuis le mois de février 1673, a pour plan de bloquer la flotte anglaise principale dans la Tamise en coulant des navires dans sa partie la plus étroite Mais la flotte anglaise prend la mer à temps pour empêcher cette opération et, le 15 mai 1673, de Ruyter bat en retraite sur le bassin de Schooneveld, près de l'île de Walcheren, afin d'empêcher les alliés d'établir la supériorité navale dont ils ont besoin pour débarquer la force de 6 000 soldats qui attend à Yarmouth. Le bassin de Schooneveld est si étroit que les alliés ne peuvent y tirer avantage de leur supériorité numérique et de Ruyter y est rejoint par Cornelis Tromp qui ajoute deux escadres à la flotte principale. 
Le 2 juin, les franco-anglais, considérant qu'ils ont attendu assez longtemps, s'approchent de la flotte néerlandaise. Le prince Rupert a un avantage considérable pour ce qui est des navires (86 contre 64), d'hommes et de puissance de feu alors que l'amirauté frisonne n'a pu se joindre à la flotte néerlandaise car les provinces du nord ont été attaqués par Bernhard von Galen, le prince-évêque de Münster. Néanmoins, une violente tempête retarde la bataille de quelques jours.

## La bataille
Le 7 juin, Rupert fait une nouvelle tentative, plaçant son escadre à l'avant, l'escadre française de Jean II d'Estrées au centre, et l'escadre d'Édouard Sprague à l'arrière. L'avant de la flotte néerlandaise est commandé par Cornelis Tromp, le centre par de Ruyter, et l'arrière par Adriaen Banckert. Rupert, convaincu que les néerlandais vont se replier sur Hellevoetsluis, détache de sa flotte 9 navires pour leur couper la retraite. Mais, quand de Ruyter fait mouvement, c'est pour se diriger vers la flotte adverse ce qui force Rupert à attaquer immédiatement. 
La bataille débute à midi et fait rage pendant neuf heures. Utilisant sa connaissance des eaux côtières, de Ruyter fait manœuvrer sa flotte si près des bancs de sable que ses adversaires éprouvent des difficultés à l'attaquer sans s'échouer. Avec la moitié de sa flotte, Rupert entre en contact avec l'escadre de Cornelis Tromp et tente de l'encercler depuis le nord avec ses frégates alors que ses vaisseaux les plus lourds l'attaqueront depuis l'ouest, mais les frégates échouent à réaliser cette manœuvre compliquée. Les deux flottes commencent alors à se bombarder, les néerlandais compensant leur infériorité numérique par une plus longue portée de tir et une ligne de bataille beaucoup mieux organisée. 
De Ruyter a tout d'abord l'intention de rejoindre Tromp mais, remarquant qu'une flottille française a rejoint Sprague pour s'attaquer à Banckert, créant ainsi une brèche dans la ligne française, il vire brusquement de bord vers le sud-ouest, à la grande surprise des français mais en séparant ainsi Tromp du reste de la flotte. Les français se désengagent lentement vers le nord-ouest pour garder l'avantage du vent, permettant au centre néerlandais de se déplacer derrière l'escadre de Sprague, qui comprend que ses navires risquent d'être pris entre deux feux. Il brise alors sa formation et parvient à s'échapper de justesse en direction de l'ouest. L'escadre de Banckert se joint à celle de Michiel de Ruyter, qui bénéficie désormais d'une excellente position, la flotte ennemie étant en effet séparée en quatre groupes désorganisés. Mais de Ruyter ne connait pas la situation de Tromp et préfère ne prendre aucun risque en allant l'aider plutôt que d'attaquer l'escadre de Sprague.
Le gros de la flotte néerlandaise rejoint donc l'escadre de Tromp et forme une ligne de bataille parfaite alors que la formation des alliés est confuse, Sprague s'étant dirigé trop au nord dans le but de se mesurer à Tromp, son ennemi mortel, et ayant inséré son escadre entre celles de Rupert et de d'Estrées. Les néerlandais profitent des nombreuses brèches dans la ligne alliée et Rupert, inquiet du désordre régnant dans sa flotte, bat en retraite à la nuit tombée. Le bilan des pertes s'élève à deux navires français coulés alors qu'un navire néerlandais coule le lendemain après s'être échoué. Les deux flottes s'affrontent à nouveau une semaine plus tard lors de la Seconde bataille de Schooneveld.